# 石川義寛
石川 義寛（いしかわ ぎかん、1925年〈大正14年〉3月23日 - ）は、日本の映画監督･脚本家のひとりである。静岡県出身。

## 略歴
1925年3月23日、静岡県富士宮市出身。日本大学法文学部政治経済学科卒業後、映画監督・脚本家のキャリアをスタート。1957年「怪談かさねが渕」、1958年「毒婦高橋お伝」、「憲兵と幽霊」、「女吸血鬼」、（「亡霊怪猫屋敷」脚本）、1959年「東海道四谷怪談」助監督を経て1960年『怪猫お玉ヶ池』で監督を務める。なお、この作品は2010年イタリアのウーディネ極東映画祭で新東宝回顧で特集上映された。

## 監督作品

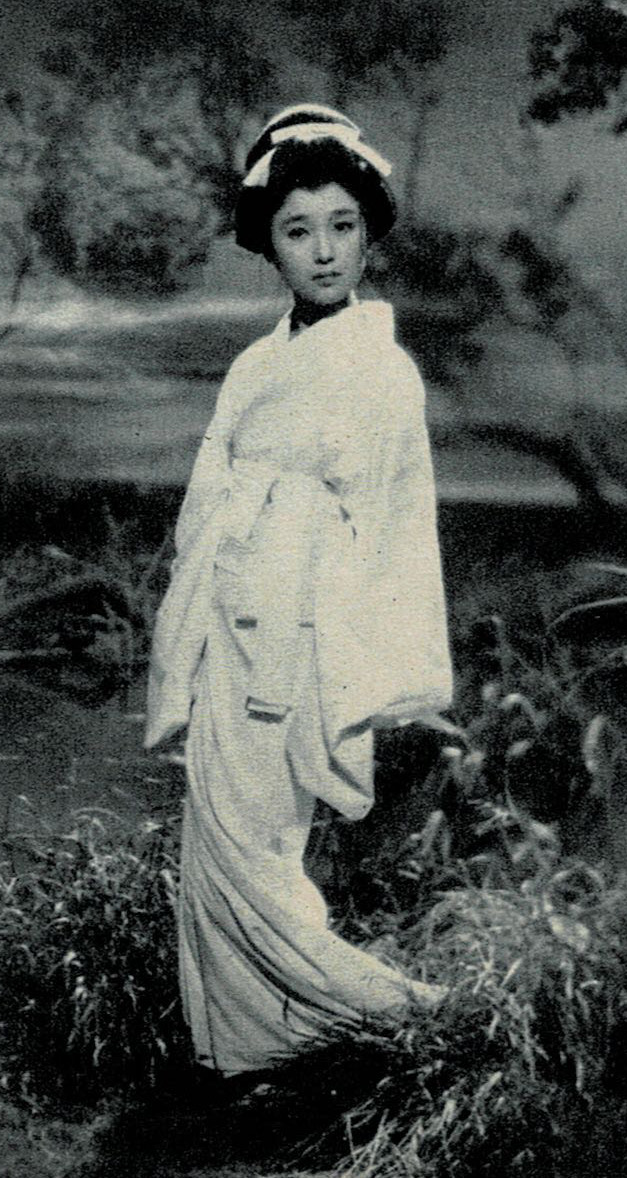
『怪猫お玉が池』北沢典子

この節の出典:　
- 『怪猫お玉が池（英語版）』主演 : 伊達正三郎、北沢典子、1960年（昭和35年）新東宝
- 『怒号する巨弾』主演 : 宇津井健、三ツ矢歌子、1960年（昭和35年）新東宝
- 『南郷次郎捕物帳　影なき殺人者』 主演 : 天知茂、水原ユカ、1961年（昭和36年）新東宝
- 『恋愛ズバリ講座　第二話　弱気』主演 : 菅原文太、池内淳子 、1961年（昭和36年）新東宝
- 『怪猫呪いの沼』 主演 : 内田良平、里見浩太朗、1968年（昭和43年）東映京都
- 『妖艶毒婦伝　般若のお百』 主演 :  宮園純子、村井国夫、1968年（昭和43年）東映京都

## テレビ・ドキュメンタリー作品
この節の出典:
- 『特別機動捜査隊』
- 『鉄道公安36号』
- 『チャンピオン太』
- 『第7の男』
- 『大奥』
- 『日本任侠伝』
- 『五番目の刑事』
- 『怪奇ロマン劇場』
- 『怪奇十三夜』
- 『破れ傘刀舟悪人狩り』（助監督）
- 『水戸黄門』
- 『女ねずみ小僧』
- 『荒野の素浪人』
- 『荒野の用心棒』
- 『時代劇スペシャル』
- 『すばらしい世界旅行』
- 『知られざる世界』